# إليا فرانك
إليا فرانك (الروسية: Илья́ Франк) و(بالإنجليزية: Ilya Frank) هو عالم فيزياء روسي حصل على جائزة نوبل للفيزياء عام 1958 بالمشاركة مع بافيل شيرنكوف وإيجور تام .
ولد إليا ميخائلوفيتش فرانك في 23 أكتوبر 1908 وتوفي في 22 يونيو 1990، وكان حصوله على جائزة نوبل عن مجهوداته في تفسير إشعاع شيرنكوف.
في عام 1934 اكتشف شيرنكوف ضوءا ينبعث عند مرور جسيمات مشحونة خلال الماء عند سرعات عالية. وقد استطاع فرانك والعالم الروسي إيجور تام إعطاء التفسير العلمي لهذه الظاهرة وهو أنه عندما تكون سرعة الجسيمات المشحونة أعلى من سرعة الضوء تنخفض سرعة الجسيمات عن طريق اشعاعها للضوء. وقد أدى هذا الاختراع إلى ابتكار عدادات لاكتشاف الجسيمات ولقياس سرعة الجسيمات النووية.

## روابط خارجية
- إليا فرانك على موقع الموسوعة البريطانية (الإنجليزية)
- إليا فرانك على موقع مونزينجر (الألمانية)
- إليا فرانك على موقع إن إن دي بي (الإنجليزية)